# Динамо (футбольный клуб, Славянск)
«Динамо» (укр. Динамо) — бывший украинский футбольный клуб из города Славянск, Донецкая область. Домашней ареной клуба являлся стадион «Химик».

## История
В сезоне 1994/95 команда дебютировала в любительском чемпионате Украины и в своей зоне заняла первое место и уже в следующий сезон начала во Второй лиге. Главным тренером являлся Олег Зубарев. Первая игра завершилась поражением от армянского «Титана» (0:4). Единственную победу команда одержала в матче с ильичёвским «Портовиком» (1:2). По окончании первого круга «Динамо» снялось с соревнований, а в остальных играх команде засчитали техническое поражение. Лучшим бомбардиром клуба с 5 забитыми голами стал Юрий Федоренко.

## Главные тренеры
- Олег Зубарев (1995)

## Статистика
| Сезон   | Дивизион            | Место в чемпионате | И  | В | Н | П  | ГЗ | ГП | О  | Кубок Украины | Примечание                                |
| ------- | ------------------- | ------------------ | -- | - | - | -- | -- | -- | -- | ------------- | ----------------------------------------- |
| 1995/96 | Вторая лига Украины | 19 из 21           | 38 | 1 | 8 | 29 | 13 | 36 | 11 | 1/128 финала  | Снялся с соревнований после первого круга |